# Crazy Taxi: Catch a Ride
Crazy Taxi: Catch a Ride (с англ. — «Безумное такси: Лови поездку») — видеоигра серии Crazy Taxi в жанре аркадного автосимулятора, разработанная студией Graphic State и изданная компанией THQ эксклюзивно для портативной игровой приставки Game Boy Advance в 2003 году. Игра основана на оригинальной Crazy Taxi.
Как и в предыдущих частях серии, целью игры является перевозка пассажиров в указанное ими место за определённое время. Получать деньги можно, если как можно быстрее доставлять пассажиров в пункт назначения и выполнять различные манёвры на дороге. Помимо этого, присутствует дополнительный режим «Crazy Box», содержащий различные мини-игры.
От игровой прессы Crazy Taxi: Catch a Ride получила противоречивые, в основном негативные оценки. Хотя обозревателям понравилась точность воссоздания геймплея оригинальной игры и достаточно большое количество контента, шквал критики обрушился на низкое качество визуальных эффектов и неудобное управление.

## Игровой процесс
Crazy Taxi: Catch a Ride представляет собой аркадный автосимулятор, выполненный в трёхмерной графике.
Игроку доступны два города для передвижения и четыре персонажа-таксиста. Как и в предыдущих частях серии, целью является как можно быстрее отвезти пассажира, которого можно подобрать на улице, до пункта назначения. Во время перевозки пассажира показывается таймер, который указывает на оставшееся время. Если оно истечёт, пассажир выпрыгнет из машины. За выполнение манёвров на дороге можно получить больше денег. В игре присутствует два режима: «Arcade» (перевозка пассажиров до того момента, пока не истечёт время) и «Crazy Box» (различные мини-игры на машине, например прыжки в длину или боулинг). В игре предусмотрены два слота для сохранения результатов благодаря использованию батареи, встроенной в картридж.

## Разработка и выход игры
Анонс Crazy Taxi: Catch a Ride состоялся 27 марта 2002 года, после того, как компания Sega подписала контракт с THQ о выпуске своих игр для портативной платформы от Nintendo — Game Boy Advance. Новая часть серии Crazy Taxi разрабатывалась студией Graphic State и в плане игрового процесса были воссозданы все особенности оригинальной Crazy Taxi 1999 года, но также добавлены новые мини-игры и город. Движок Crazy Taxi: Catch Taxi совмещает трёхмерную графику с режимом Mode 7, однако из-за аппаратных ограничений приставки Game Boy Advance в игре понижена частота кадров и качество текстур.
Выход Crazy Taxi: Catch a Ride состоялся 9 апреля 2003 года в Северной Америке и 25 июля в Европе.

## Оценки и мнения
| Сводный рейтинг    | Сводный рейтинг |
| Агрегатор          | Оценка          |
| ------------------ | --------------- |
| GameRankings       | 47,07 %         |
| Game Ratio         | 47 %            |
| Metacritic         | 48/100          |
| MobyRank           | 51/100          |
| Иноязычные издания |                 |
| Издание            | Оценка          |
| AllGame            | [ 3 ]           |
| Edge               | 2/10            |
| Eurogamer          | 4/10            |
| G4                 | 2/5             |
| Game Informer      | 4/10            |
| GameSpy            | [ 13 ]          |
| GameZone           | 6,8/10          |
| IGN                | 6,5/10          |
| Nintendo Power     | 3/5             |

Игра получила в основном негативные отзывы от критиков. Большинство рецензентов отнесли к недостаткам низкое качество графики и неудобное управление, но хвалили разнообразие режимов. На сайтах Metacritic и GameRankings средняя оценка составляет 48 баллов из 100 возможных и 47,07 % соответственно.
Рецензент сайта AllGame, Скотт Алан Марриотт, отнёс к недостаткам неудобное управление (особенно в мини-играх), ужасную музыку и невысокое качество графики, что обусловлено невысокой производительностью Game Boy Advance. Среди достоинств, тем не менее, были отмечены качественное озвучивание и звуковые эффекты, а также идея воссоздания аркадной и консольной игры на портативной системе. В конце обзоре критик отметил, что Crazy Taxi: Catch a Ride — это больше «любопытная, чем отличная игра» и поставил ей 2,5 звезды из 5 возможных.
Том Брамвелл, обозреватель Eurogamer, с одной стороны, был рад наличию двух довольно больших городов и режима «Crazy Box» с девятью мини-играми, но, с другой, раскритиковал проблемы с низким разрешением, скоростью и дальностью прорисовки объектов, из-за чего пешеходов и места назначения в процессе игры очень трудно разглядеть. «Как бы мы ни хотели рекомендовать Crazy Taxi, при всех её усилиях это просто не так быстро или привлекательно, как должно быть» — заявил рецензент и поставил игре оценку в 4 балла из 10.
Бенджамин Тёрнер (GameSpy) отнёс к плюсам Crazy Taxi: Catch a Ride хорошую презентацию (в частности, схожесть с оригинальной игрой) и достаточное количество контента, однако был огорчён игрой из-за «ужасающей» кадровой частоты движка, которая разрушает всю игру и не позволяет получить от неё веселье. Тёрнер поставил оценку в 2 звезды из 5 и заметил: «Схоже с Crazy Taxi? Лучше придерживаться домашних версий».
Представитель ресурса GameZone под ником jkdmedia оставил об игре неоднозначный отзыв. Критик был приятно удивлён, что разработчики довольно точно воссоздали геймплей и особенности оригинальной Crazy Taxi, а также похвалил качественную обработку звука и большое количество фраз персонажей. Тем не менее, было отмечено, что проблемы с частотой кадров столь назойливы, что могут иногда разочаровывать, а столкновения названы «смешными». В итоге рецензент выставил игре 6,8 баллов из 10 и заявил, что несмотря на недостатки, Crazy Taxi: Catch a Ride удовлетворит игроков, которым нравятся безумные аркады.
Редакция сайта IGN была в целом схожего мнения касательно игры. Рецензентами была отмечена хорошая попытка воссоздать оригинальный геймплей и контент, которых достаточно, чтобы удовлетворить игрока. К положительным сторонам был отнесён и звук, в частности музыкальное сопровождение и большое количество фраз героев. К недостаткам, как и в прочих рецензиях, относилась «дёрганная» частота кадров и «блочные» текстуры («Это амбициозный графический движок…но оборудование GBA просто не может его обработать»).